# 多鈕細文鏡

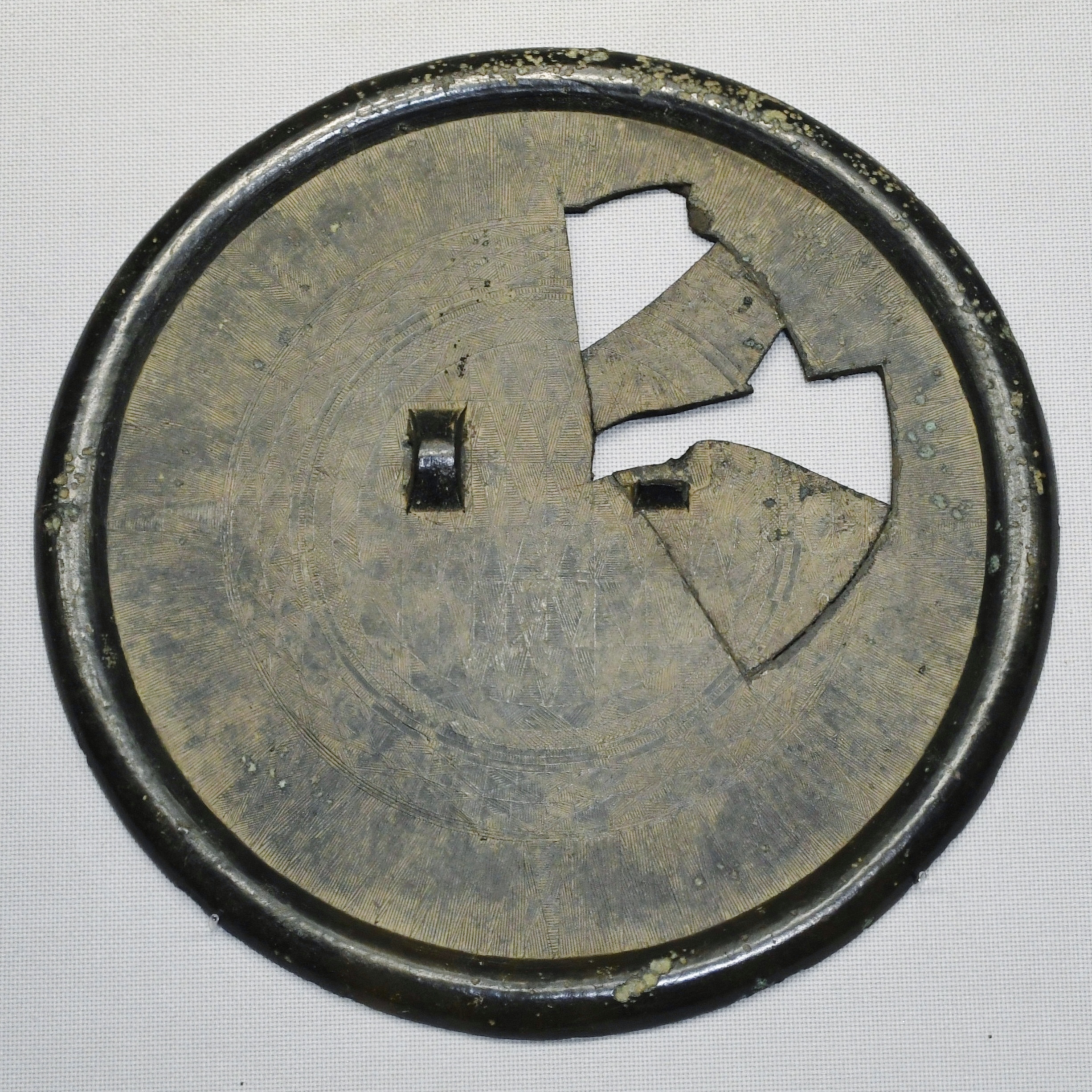
大阪府柏原市大県出土
多鈕細文鏡東京国立博物館展示。

多鈕細文鏡（たちゅうさいもんきょう）は、紀元前6世紀頃に中国の遼寧省付近で発祥した銅鏡で、紀元前2世紀前後に、対馬海峡の島々や九州北部、朝鮮半島南端にもほぼ同時に伝わったとされ、日本に初めて伝わった銅鏡である。

## 概要
名称は、多鈕細線鋸歯文鏡を略したものである。鏡の裏面に紐を通す鈕（ちゅう）が2、3個あり（多鈕）、細い線で鋸歯文などの幾何学紋様を施した（細文）銅鏡で、中国鏡と異なり鏡面が凹面鏡となり、縁の断面は蒲鉾状になる。直径は大半が9-12cmだが、大県遺跡の出土品は直径22cmである。
日本列島では製造されなかったとされるが、2015年に須玖タカウタ遺跡（福岡県春日市）から鋳型の破片が出土し、日本列島でも製造された可能性が指摘されている。
日本列島に最初に伝わったのは、弥生時代中期前半に対馬海峡の島々や九州北部である。それ以降、長い時間をかけて、本州、さらに中部地方（長野県）までの大変広い範囲にまで流布した。

## 用途
化粧道具ではないかという見解や、中国の古典でいう太陽の光を集めて火をとる採火器陽燧（ようすい）が多鈕細文鏡ではないかとの見解も出ている。一種の呪術具で、鏡は一つの性格として太陽信仰に結びつくものともされる。
日本列島では、九州北部・本州西端と本州中部で出土状況が異なる。九州北部と本州西端では、威信財として銅剣や銅矛、銅戈などの青銅器と共に埋納されていた。このことは、地域の支配者達の副葬品に定型化が急速に出来つつあったと考えられる。例外的に、福岡県小郡市の小郡若山遺跡では、穴の中に2枚合わせで埋められ、その上に穴をあけた土器が被せられた状態で出土した。本州中部では、墓からではなく祭祀遺跡から出土する。長野県佐久市野沢地区原遺跡では、破片を加工し二つの孔をあけて呪符か護符に転用された形で出土した。

## 主な出土地
朝鮮半島を中心に、一部は遼寧省や沿海州、さらに日本列島など東北アジアの一角に分布する。

### 日本
日本列島では12例の出土例があり、うち8例が九州北部および山口県で出土した。
福岡県福岡市早良区の吉武高木遺跡3号木棺墓からは、多鈕細文鏡が2本の銅剣や銅矛、銅戈、さらにヒスイ製の勾玉や95個の碧玉製管玉と共に出土した。剣・鏡・玉という三種の神器を彷彿とさせる器物が出土した3号木棺墓は「最古の王墓」と呼ばれ、この遺跡が魏志倭人伝の伊都国と奴国との中間地点にあたり、その郡名をとった「早良国」という名で話題となった。この多鈕細文鏡は、他の副葬品と共に国の重要文化財に指定された。
このほか、小郡若山遺跡（福岡県小郡市、国指定重要文化財、埋納遺構）や、宇木汲田遺跡（佐賀県唐津市、国指定重要文化財）、増田遺跡（佐賀県佐賀市、県指定重要文化財）、里田原遺跡（長崎県平戸市、県指定有形文化財）、梶栗浜遺跡（山口県下関市）、名柄遺跡（奈良県御所市、国指定重要文化財）でも副葬品として出土した。大県遺跡（大阪府柏原市）の出土品は、開墾中に出土し持主を転々としたが、単独で出土したとされる。

### 朝鮮半島
反川里遺跡（北朝鮮平安南道大同郡）や入室里遺跡（大韓民国慶尚北道慶州市）で副葬品として出土した例が知られる。2015年にも虎岩洞遺跡（大韓民国忠清北道忠州市）の木棺墓から、7本の銅剣や3本の銅矛などと共に出土した。

## 中国鏡との比較
大きさは、両者ともほぼ同じで、形もともに円形である。
多鈕細文鏡と中国鏡との間には多少の違いが見られる。鈕の数は前者が2、3個に対して後者が一つ、鏡面は前者が凹面で後者が平面かやや凸面、文様は前者が幾何学文で後者が神仙界の図文ほか多様、銘文は前者にはないが後者にはある場合が多い。多鈕細文鏡が流行した時期より50～100年後、中国鏡が大量にもたらされた弥生時代中期後半になると、地域の支配者の墓に、中国や朝鮮半島には例のないほどの大量埋納が行われた。これは倭人社会特有の現象であり、この習俗は古墳時代にまで継続されることになる。

## ギャラリー

伝韓国慶尚南道出土鏡（重要美術品） 東京国立博物館展示。
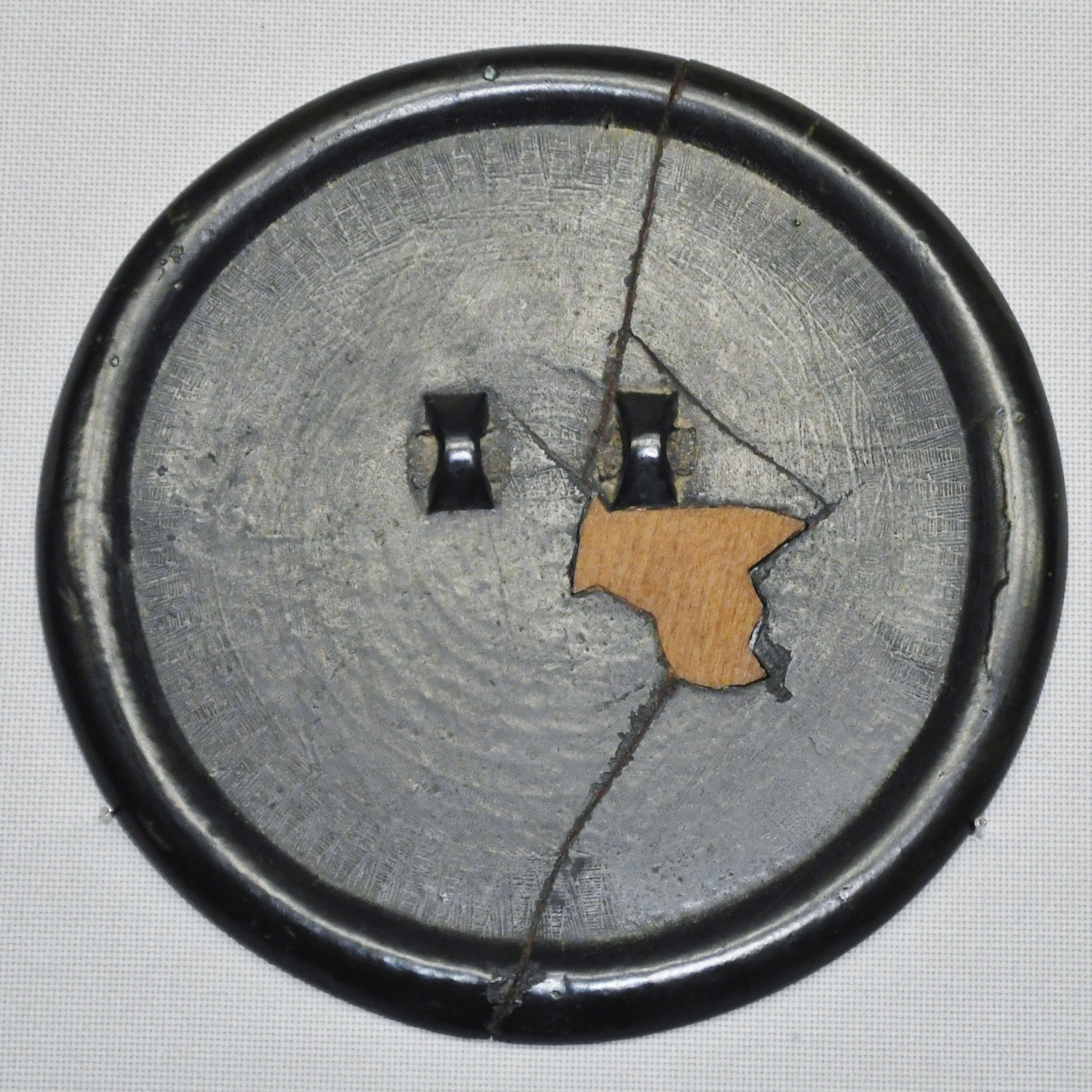
御所市名柄出土鏡（重要文化財） 奈良県御所市。東京国立博物館展示。
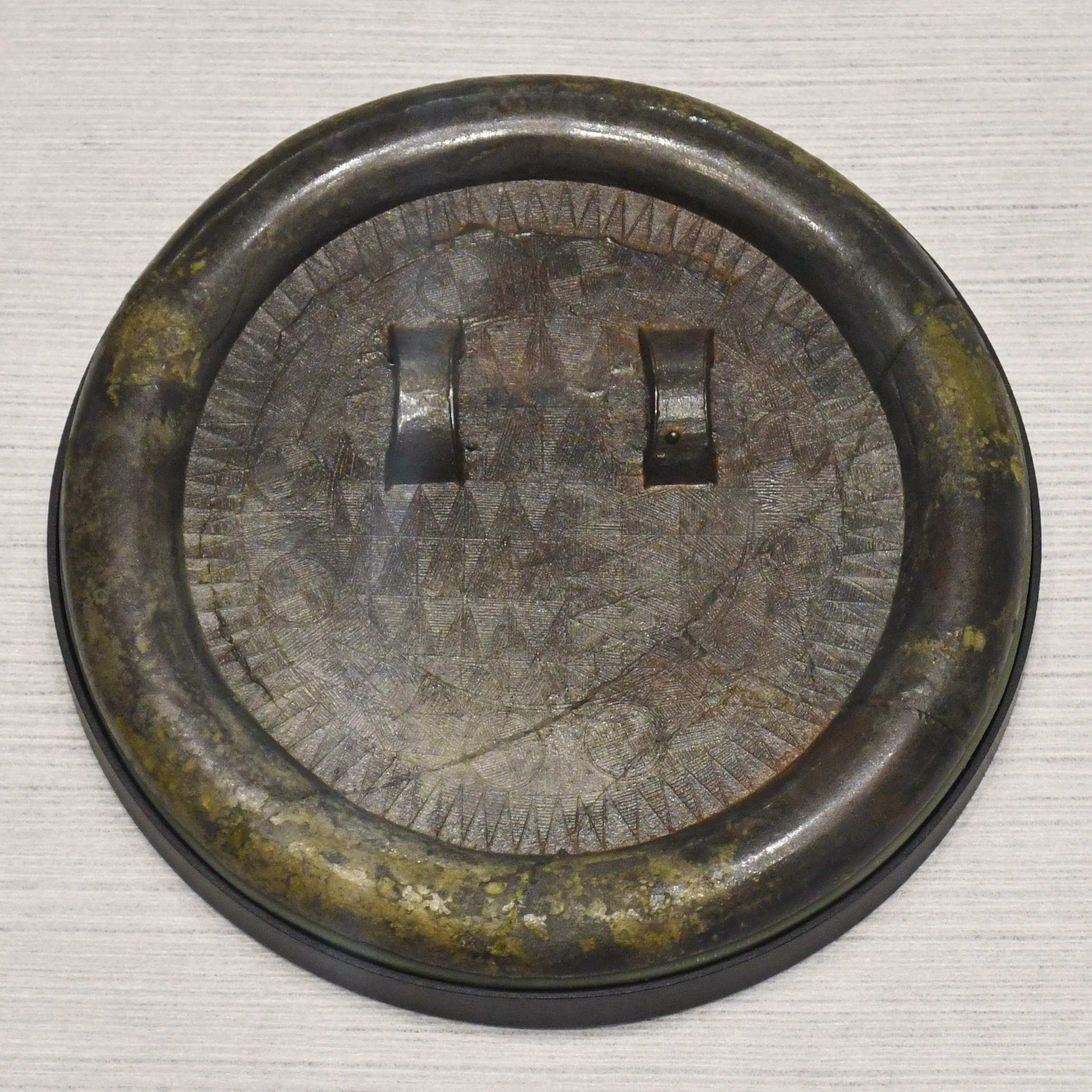
吉武高木遺跡出土鏡（重要文化財） 福岡県福岡市。大阪歴史博物館企画展示時に撮影。